# Llista de rellotges de sol de l'Urgell
Llista de rellotges de sol instal·lats de forma permanent en espais públics de la comarca de l'Urgell.

## Agramunt
| Nom                  | Descripció                                              | Localització                    | Coordenades                                          | Fitxa | Imatge                                                             |
| -------------------- | ------------------------------------------------------- | ------------------------------- | ---------------------------------------------------- | ----- | ------------------------------------------------------------------ |
| Carrer Carabassa, 14 |                                                         | Agramunt C. Carabassa, 14       | 41° 47′ 17″ N, 1° 05′ 49″ E / 41.787936°N,1.096947°E | fitxa | Carrer Carabassa, 14 (Agramunt) · Carregueu una nova foto          |
| Carrer Carabassa, 20 |                                                         | Agramunt C. Carabassa, 20       | 41° 47′ 16″ N, 1° 05′ 48″ E / 41.787875°N,1.096777°E | fitxa | Carrer Carabassa, 20 (Agramunt) · Carregueu una nova foto          |
| Ca la Trudi          |                                                         | Agramunt Camí de les Planes     | 41° 47′ 00″ N, 1° 05′ 04″ E / 41.783333°N,1.084444°E | fitxa | Carregueu una nova foto                                            |
| Casa Enraní          |                                                         | Agramunt Pl. de l'Amball, 19-20 | 41° 47′ 15″ N, 1° 05′ 48″ E / 41.787500°N,1.096667°E | fitxa | Casa Enraní (Agramunt) · Vegeu més fotos · Carregueu una nova foto |
| Cementiri            | Inscripció: Les hores passen, els bons records perduren | Agramunt                        | 41° 47′ 27″ N, 1° 06′ 34″ E / 41.790903°N,1.109312°E | fitxa | Cementiri (Agramunt) · Carregueu una nova foto                     |
| Cal Torres           | Inscripció: 1879 SINE SOLE NIIL                         | Agramunt C. Major, 14, Mafet    | 41° 48′ 26″ N, 1° 04′ 47″ E / 41.807136°N,1.079744°E |       | Cal Torres (Agramunt) · Vegeu més fotos · Carregueu una nova foto  |

## Bellpuig
| Nom                      | Descripció                                                              | Localització              | Coordenades                                          | Fitxa | Imatge                                                                          |
| ------------------------ | ----------------------------------------------------------------------- | ------------------------- | ---------------------------------------------------- | ----- | ------------------------------------------------------------------------------- |
| Plaça de Sant Roc, 26    | Inscripció: La llum és vida i per viure la plaça St. Roc és un bon lloc | Bellpuig Pl. Sant Roc, 26 | 41° 37′ 32″ N, 1° 00′ 37″ E / 41.625457°N,1.010218°E | fitxa | Plaça de Sant Roc, 26 (Bellpuig) · Carregueu una nova foto                      |
| Torre del Figueres       |                                                                         | Bellpuig                  | 41° 38′ 15″ N, 1° 00′ 07″ E / 41.637575°N,1.002023°E | fitxa | Carregueu una nova foto                                                         |
| Església de Sant Nicolau |                                                                         | Bellpuig Pl. Església     | 41° 37′ 31″ N, 1° 00′ 44″ E / 41.62517°N,1.0121°E    |       | Església de Sant Nicolau (Bellpuig) · Vegeu més fotos · Carregueu una nova foto |

## La Fuliola
| Nom                        | Descripció                   | Localització                          | Coordenades                                          | Fitxa | Imatge                                                                        |
| -------------------------- | ---------------------------- | ------------------------------------- | ---------------------------------------------------- | ----- | ----------------------------------------------------------------------------- |
| Santa Llúcia de la Fuliola | a la torre del campanar      | La Fuliola Plaça de l'Església        | 41° 42′ 49″ N, 1° 01′ 06″ E / 41.713605°N,1.018266°E |       | Santa Llúcia de la Fuliola · Vegeu més fotos · Carregueu una nova foto        |
| Santa Maria de Boldú       | Inscripció: "FONT1803RECTOR" | La Fuliola Plaça de l'Església, Boldú | 41° 43′ 09″ N, 1° 00′ 21″ E / 41.719117°N,1.005704°E |       | Santa Maria de Boldú (la Fuliola) · Vegeu més fotos · Carregueu una nova foto |

## Guimerà
| Nom                      | Descripció                                         | Localització                             | Coordenades                                          | Fitxa | Imatge                                                                         |
| ------------------------ | -------------------------------------------------- | ---------------------------------------- | ---------------------------------------------------- | ----- | ------------------------------------------------------------------------------ |
| Cal Rosic (sud-oest)     |                                                    | Guimerà C. de les Piques, 7              | 41° 33′ 50″ N, 1° 11′ 09″ E / 41.563961°N,1.185892°E | fitxa | Carregueu una nova foto                                                        |
| Cal Rosic (sud)          |                                                    | Guimerà C. de les Piques, 7              | 41° 33′ 50″ N, 1° 11′ 09″ E / 41.563961°N,1.185892°E | fitxa | Carregueu una nova foto                                                        |
| Santa Maria de la Bovera | Inscripció: Jo sense sol i tu sense fe no valem re | Guimerà Ctra. Tàrrega a Montblanc, km 10 | 41° 34′ 13″ N, 1° 09′ 31″ E / 41.570246°N,1.158525°E | fitxa | Santa Maria de la Bovera (Guimerà) · Vegeu més fotos · Carregueu una nova foto |

## Els Omells de na Gaia
| Nom                        | Descripció | Localització                               | Coordenades                                          | Fitxa | Imatge                  |
| -------------------------- | ---------- | ------------------------------------------ | ---------------------------------------------------- | ----- | ----------------------- |
| Celler Monestir del Tallat |            | Els Omells de na Gaia C. de la Muralla, 19 | 41° 30′ 07″ N, 1° 04′ 33″ E / 41.501836°N,1.075901°E | fitxa | Carregueu una nova foto |

## Preixana
| Nom                                | Descripció                                                      | Localització             | Coordenades                                          | Fitxa | Imatge                                                                                    |
| ---------------------------------- | --------------------------------------------------------------- | ------------------------ | ---------------------------------------------------- | ----- | ----------------------------------------------------------------------------------------- |
| Ermita Mare de Déu de Montalbà     | Inscripció: Visitant que vens de fora Déu et doni una bona hora | Preixana                 | 41° 36′ 17″ N, 1° 02′ 43″ E / 41.604773°N,1.045384°E | fitxa | Carregueu una nova foto                                                                   |
| Església parroquial de Santa Maria |                                                                 | Preixana Pl. Joan Pau II | 41° 36′ 28″ N, 1° 02′ 17″ E / 41.60775°N,1.03816°E   | fitxa | Església parroquial de Santa Maria (Preixana) · Vegeu més fotos · Carregueu una nova foto |

## Tàrrega
| Nom                               | Descripció                                        | Localització                                        | Coordenades                                          | Fitxa | Imatge                                                                                  |
| --------------------------------- | ------------------------------------------------- | --------------------------------------------------- | ---------------------------------------------------- | ----- | --------------------------------------------------------------------------------------- |
| Església de Santa Maria de l'Alba |                                                   | Tàrrega Pl. Major                                   | 41° 38′ 48″ N, 1° 08′ 21″ E / 41.646649°N,1.13922°E  | fitxa | Església de Santa Maria de l'Alba (Tàrrega) · Vegeu més fotos · Carregueu una nova foto |
| Parc de Sant Eloi                 | Sobre rodes de molí. Inscripció: Amics de l'arbre | Tàrrega Tocant les pistes esportives                | 41° 39′ 06″ N, 1° 08′ 06″ E / 41.651677°N,1.135040°E | fitxa | Parc de Sant Eloi (Tàrrega) · Vegeu més fotos · Carregueu una nova foto                 |
| Alberg Ca n'Aleix                 |                                                   | Tàrrega Pl. del Carme, 5 - av. de Catalunya         | 41° 38′ 55″ N, 1° 08′ 24″ E / 41.648554°N,1.140111°E | fitxa | Alberg Ca n'Aleix (Tàrrega) · Carregueu una nova foto                                   |
| Can Codina                        |                                                   | Tàrrega C. Major, 24. El Talladell                  | 41° 38′ 58″ N, 1° 10′ 02″ E / 41.649440°N,1.167222°E | fitxa | Can Codina (Tàrrega) · Vegeu més fotos · Carregueu una nova foto                        |
| Molí del Verni                    | NIHIL, SINE SOLE                                  | Tàrrega Dreta del riu Ondara, als afores de Tàrrega | 41° 38′ 52″ N, 1° 07′ 05″ E / 41.647640°N,1.117938°E |       | Molí del Verni (Tàrrega) · Vegeu més fotos · Carregueu una nova foto                    |

## Vallbona de les Monges
| Nom          | Descripció | Localització           | Coordenades                                           | Fitxa | Imatge                  |
| ------------ | ---------- | ---------------------- | ----------------------------------------------------- | ----- | ----------------------- |
| Montblanquet |            | Vallbona de les Monges | 41° 29′ 36″ N, 1° 06′ 51″ E / 41.493333°N,1.1141666°E | fitxa | Carregueu una nova foto |